# Agi Jambor
Agi Jambor (hongarès: Jámbor Ági)  (Budapest, 4 de febrer de 1909 - Baltimore, 3 de febrer de 1997) va ser una pianista hongaresa.
Jambor va néixer a Budapest, filla mig jueva d'un ric empresari i un destacat professor de piano. Un prodigi del piano, tocava Mozart abans de llegir i als 12 anys va debutar amb una orquestra simfònica.
Del 1926 al 1931, Jambor va estudiar piano amb Edwin Fischer a la Universitat de les Arts de Berlín. A principis de la dècada de 1930, en el moment més àlgid de la seva popularitat, va fugir a París i es va exiliar, preferint tocar el piano de pràctica en un estudi de dansa que actuar a l'escenari del concert. El 1933, Jambor es va casar amb Imre Patai, un físic i pianista. El 1937 va guanyar el cinquè premi al tercer concurs internacional de piano Frederick Chopin de Varsòvia .
Atrapada amb el seu marit quan els nazis van assolar Holanda i, sense poder escapar als Estats Units, va tornar més tard a Hongria, que encara era neutral. Va tenir un bebè, un fill que va morir al cap de dues setmanes. La resta de la seva vida quedaria a la seva tauleta de nit una imatge del nadó. Els nazis van envair Hongria el 1944 i Jambor va participar en la Resistència, sovint vestida de prostituta amb roba seductora i maquillatge pesant, que es deia Maryushka. Es va negar a tornar o actuar de nou a Alemanya.
Ella i el seu marit van arribar als Estats Units el 1947. El seu marit va morir dos anys després, la guerra va destruir la seva salut. Entre 1955 i 1957, Jambor va gravar cinc àlbums per a "Capitol Records" a la ciutat de Nova York, Nova York. Després de deixar Baltimore a Filadèlfia el 1957, va començar a actuar amb lOrquestra de Filadèlfia, on es va convertir en la solista favorita d'Eugene Ormandy i va ser aclamada pel director Bruno Walter. Va rebre bones crítiques i va fer 12 enregistraments per a "Capitol Records".
També es va convertir en professora de piano clàssic al "Bryn Mawr College", que el 1974 la va nomenar el seu professor emèrit. Va estar casada amb l'actor Claude Rains del 1959 al 1960.
Jambor va morir de càncer el "Gilchrist Center del Greater Baltimore Medical Center" de Towson, Maryland, el 3 de febrer de 1997, un dia abans del seu 88è aniversari.